# Östersundoms kyrka

Östersundoms kyrka är en kyrkobyggnad i stadsdelen Östersundom i Helsingfors. 2003 fick kyrkan sitt nuvarande namn; tidigare hette den Östersundom kapell. Den hörde till Sibbo fram till 2009, då området annekterades av Helsingfors. 
Kyrkan hör nu till Matteus församling, som ändå inte har regelbundna gudstjänster där. 

## Kyrkobyggnaden
Träkyrkan har anor från 1600-talet men den nuvarande kyrkobyggnaden har byggts 1754 och är den äldsta i Helsingfors. 1895 grundrenoverades kyrkan och fick sitt nuvarande utseende. Centralvärme tillkom 1912 och elektrisk belysning 1948. Ännu en renovering genomfördes 1961. 
Kyrkans orgel är från 1969. 